# 黑澤爾格林 (密蘇里州)
黑澤爾格林（英語：Hazelgreen）是位於美國密蘇里州拉克利德縣的非建制地區。

## 歷史
黑澤爾格林的郵局於1858年設立，其後於1958年停運。

## 地理
黑澤爾格林所處的海拔為高於海平面265米（即968英呎），而該地所採用的時區為UTC-6，即北美中部時區（CST）。同時該地設有夏令時間，為UTC-6調快一小時，即UTC-5（CDT）。